# 養老大橋 (岐阜県)
養老大橋（ようろうおおはし）は、岐阜県大垣市と安八郡輪之内町の杭瀬川・牧田川にかかる国道258号の橋である。

## 概要
国道258号の大垣市内4車線化により4車線化された。
橋の名は、養老郡養老町に由来する。道路標識では対岸は大垣市と養老町となっている。しかしこの付近の市町境界線は複雑である。
- 供用

1975年（昭和50年）（上り線）
2003年（平成15年）（下り線）
- 延長：302.0m
- 幅員：20.5m （車道15.0m・歩道6.0m）
- 構造：連続箱桁橋
- 区間：岐阜県大垣市横曽根町 - 安八郡輪之内町塩喰

正確には、南端の一部は大垣市横曽根町である。養老大橋の名から養老町の橋の印象があるが、養老大橋の南端からわずかに離れている（地図によって異なる）。

## その他
この橋の上流約80mに並行して岐阜県道30号羽島養老線横曽根橋が存在した。2002年（平成14年）12月から杭瀬川・牧田川の河川改修工事に伴い撤去され、県道30号の大垣市横曽根町から養老町船附の区間は通行止めとなった。その後、県道30号のバイパスが整備され、2016年（平成28年）2月9日にこの区間を含む現道が県道30号の指定から外れた。